# Chromalizus rhodoscelis
Chromalizus rhodoscelis är en skalbaggsart som först beskrevs av Jordan 1903.  Chromalizus rhodoscelis ingår i släktet Chromalizus och familjen långhorningar.
Artens utbredningsområde är São Tomé. Inga underarter finns listade i Catalogue of Life.